# Lisnivka
Lisnivka (en (ucraïnès): Ліснівка, en rus: Лесновка, Lesnovka) és un poble de la República Autònoma de Crimea a Ucraïna, que el 2014 tenia 2.476 habitants. Pertany al districte rural de Saki.